# 水野英多
水野 英多（みずの えいた、1月17日 - ）は日本の漫画家。

## 作品リスト

### 連載
- スパイラル 〜推理の絆〜[1]（原作：城平京、『月刊少年ガンガン』1999年9月号 - 2005年11月号）
- スパイラル・アライヴ（原作：城平京、『月刊少年ガンガン』2006年9月号 - 2008年6月号）
- うみねこのなく頃に散 episode7 - Requiem of the golden witch（原作・監修：竜騎士07、『月刊少年ガンガン』2011年5月号 - 2015年4月号）
- 天賀井さんは案外ふつう（原作：城平京、『月刊少年ガンガン』2015年9月号 - 2017年5月号）
- 裏世界ピクニック（原作：宮澤伊織、『月刊少年ガンガン』2018年3月号 - 連載中）

### 読み切り
- リンケージ・リング（『月刊少年ガンガン』2006年5月号）
- 手のひらデスティニー（『月刊少年ガンガン』2010年10月号）

### 書籍

#### 漫画単行本
- 『スパイラル 〜推理の絆〜』、原作：城平京、エニックス→スクウェア・エニックス〈ガンガンコミックス〉2000年 - 2006年、全15巻
- 『スパイラル・アライヴ』、原作：城平京、エニックス→スクウェア・エニックス〈ガンガンコミックス〉2002年 - 2008年、全5巻
- 『うみねこのなく頃に散 episode7 - Requiem of the golden witch』、原作・監修：竜騎士07、スクウェア・エニックス〈ガンガンコミックス〉2011年 - 2015年、全9巻
- 『天賀井さんは案外ふつう』、原作：城平京、スクウェア・エニックス〈ガンガンコミックス〉2016年 - 2017年、全4巻
- 『裏世界ピクニック』、原作：宮澤伊織、スクウェア・エニックス〈ガンガンコミックス〉2018年 - 、既刊14巻（2025年3月12日現在）

#### 画集
- 『水野英多画集 SPIRAL』スクウェア・エニックス、2003年3月31日初版発行、ISBN 4-7575-0930-8
- 『水野英多画集2 SPIRAL ALL ALONG』スクウェア・エニックス、2006年2月21日初版発行、ISBN 4-7575-1603-7
- 『水野英多画集3 SPIRAL ALIVE』スクウェア・エニックス、2008年9月12日初版発行、ISBN 978-4-7575-2319-7